# Ciclismo ai Giochi della XXVII Olimpiade - Cronometro maschile
La cronometro maschile dei Giochi della XXVII Olimpiade fu corsa il 30 settembre 2000 a Sydney, in Australia, su un percorso di 46,8 km. Fu vinta dal russo Vjačeslav Ekimov, che terminò la gara in 57'40", davanti al tedesco Jan Ullrich.
Il 22 ottobre 2012 lo statunitense Lance Armstrong, che si era classificato al terzo posto, venne squalificato dall'UCI e gli vennero di conseguenza revocati tutti i risultati conseguiti dopo il primo agosto 1998, tra cui la medaglia di bronzo nella prova. Il 26 ottobre la stessa UCI ufficializzò la decisione di non attribuire ad altri corridori le vittorie ottenute dallo statunitense e di non modificare i piazzamenti degli altri ciclisti.
Presero il via 38 atleti in rappresentanza di 26 Nazionali; 38 conclusero la prova.

## Risultati
| Pos.    | Corridore           | Squadra         | Tempo   |
| ------- | ------------------- | --------------- | ------- |
| Oro     | Vjačeslav Ekimov    | Russia          | 57'40"  |
| Argento | Jan Ullrich         | Germania        | a 8"    |
| DSQ     | Lance Armstrong     | Stati Uniti     | a 34"   |
| 4       | Abraham Olano       | Spagna          | a 51"   |
| 5       | Laurent Jalabert    | Francia         | a 1'04" |
| 6       | Andrej Teterjuk     | Kazakistan      | a 1'12" |
| 7       | Thor Hushovd        | Norvegia        | a 1'20" |
| 8       | Santos González     | Spagna          | a 1'23" |
| 9       | Serhij Hončar       | Ucraina         | a 1'40" |
| 10      | Tyler Hamilton      | Stati Uniti     | a 1'46" |
| 11      | Chris Boardman      | Gran Bretagna   | a 1'52" |
| 12      | Andreas Klöden      | Germania        | a 1'53" |
| 13      | Christophe Moreau   | Francia         | a 1'57" |
| 14      | Evgenij Petrov      | Russia          | a 2'00" |
| 15      | Raivis Belohvoščiks | Lettonia        | a 2'17" |
| 16      | David Millar        | Gran Bretagna   | a 2'37" |
| 17      | Eugen Wacker        | Kirghizistan    | a 2'41" |
| 18      | Serhij Matvjejev    | Ucraina         | a 2'45" |
| 19      | Nathan O'Neill      | Australia       | a 2'52" |
| 20      | Eric Wohlberg       | Canada          | a 2'54" |
| 21      | Dainis Ozols        | Lettonia        | a 3'06" |
| 22      | Martin Hvastija     | Slovenia        | a 3'28" |
| 23      | Raimondas Rumšas    | Lituania        | a 3'28" |
| 24      | Víctor Hugo Peña    | Colombia        | a 3'30" |
| 25      | Artūras Kasputis    | Lituania        | a 3'42" |
| 26      | Koos Moerenhout     | Paesi Bassi     | a 3'47" |
| 27      | Aleksandr Vinokurov | Kazakistan      | a 3'54" |
| 28      | Tomáš Konečný       | Repubblica Ceca | a 3'56" |
| 29      | Erik Dekker         | Paesi Bassi     | a 4'00" |
| 30      | Martin Rittsel      | Svezia          | a 4'19" |
| 31      | Piotr Wadecki       | Polonia         | a 4'24" |
| 32      | Lauri Aus           | Estonia         | a 4'36" |
| 33      | Alex Zülle          | Svizzera        | a 4'54" |
| 34      | René Haselbacher    | Austria         | a 4'58" |
| 35      | Vitor Gamito        | Portogallo      | a 5'36" |
| 36      | Amr El Nady         | Egitto          | a 5'38" |
| 37      | Michael Andersson   | Svezia          | a 7'39" |
| -       | Michael Sandstød    | Danimarca       | DNF     |